# Facundo, el tigre de los llanos
Facundo, el tigre de los llanos es una película argentina del género histórico filmada en blanco y negro dirigida por Miguel P. Tato y Carlos Borcosque sobre guion de Carlos Borcosque, Antonio Pagés Larraya y Leopoldo Torre Nilsson que se estrenó el 3 de julio de 1952 y que tuvo como protagonistas a Francisco Martínez Allende, Zoe Ducós y Miguel Bebán.
Al comienzo la película fue dirigida por Miguel P. Tato con la supervisión de Torre Nilsson y más adelante, por problemas de filmación, fue Borcosque quien asumió la dirección. Es la primera (y única) película de Tato, un crítico de cine que usaba el seudónimo de Néstor y que más adelante ejercería como censor gubernamental. La música pertenece a Alberto Ginastera y la escenografía a Saulo Benavente.
En una entrevista realizada por Fernando Martín Peña, Máximo Berrondo, ayudante de dirección, narró que Tato participó sólo tres días en la filmación ya que, para desconcierto de los actores y del resto del equipo técnico, desconocía absolutamente todo acerca del oficio. Para subsanarlo habían llamado a Leopoldo Torre Nilsson como asistente, pero al parecer tampoco completó su tarea. Entonces fue convocado Carlos Borcosque que poco antes había dirigido Volver a la vida (1951) para San Migue, que se hizo cargo del resto del rodaje y está en los créditos como supervisor, en tanto Torre Nilsson figura en el rubro “Encuadre”.

## Sinopsis
La película contiene aspectos de la vida de Juan Facundo Quiroga, un caudillo que durante muchos años gobernó la provincia de La Rioja en Argentina y fue asesinado en 1835.

## Reparto
- Francisco Martínez Allende
- Zoe Ducós
- Félix Rivero
- Miguel Bebán
- Jorge Molina Salas
- Pascual Nacarati
- Mario Cozza
- Hugo Mugica
- Cirilo Etulain
- Orestes Soriani

## Orientación ideológica
Los gauchos de Quiroga son descriptos en el filme como antiporteños, antioligarcas y nacionalistas y así se hace decir a Facundo que “La plata de Famatina no es pa los ingleses ni pa los porteños, si Dios la ha puesto en La Rioja es pa los riojanos”. Si bien esta orientación parece compatible con la del peronismo gobernante en ese momento, algunas partes del guion fueron objetadas por el secretario de prensa y difusión Raúl Apold, ya que el peronismo clásico no reivindicaba a los caudillos provinciales, como algunos pregonan, sino a Sarmiento, Mitre e incluso Roca, militares disciplinados estos últimos que contrastaban con la figura bárbara y fuertemente localista de Facundo.

## Críticas
Raúl Manrupe y María Alejandra Portela opinaron que se trató de una película bien narrada. El crítico King escribió que en su crónica “Firmes valores en un film de carácter histórico (…) justo es reconocer que hay en el director capacidad para lograr un lugar de privilegio en nuestra pantalla”.

## Premio
La Academia de Artes y Ciencias Cinematográficas de la Argentina galardonó a Alberto Ginastera otorgándole el premio Cóndor Académico a la mejor partitura musical de 1952 por este filme.

## Recuperación de la copia
La única copia de este filme que se ha conservado estaba en el Museo del Cine “Pablo Ducrós Hicken”, en 16mm. A partir de esa copia se hizo un nuevo negativo de imagen y sonido por ampliación, y luego la copia nueva en 35mm.